# Gedeon (Hubka)
Gedeon (světským jménem: Vasyl Ivanovyč Hubka; * 9. prosince 1962, Vaslovivci) je ukrajinský duchovní Ruské pravoslavné církve a biskup vyksunský a pavlovský.

## Život
Narodil se 9. prosince 1962 ve vesnici Vaslovivci v Zastavenském rajónu Černovické oblasti.
Roku 1978 dokončil Vaslovivcijskou osmiletou školu a poté nastoupil na Černovické TU-2. Po studiu začal pracovat v Moldavské termoelektrárně v Dnestrovsci. V letech 1981–1983 absolvoval vojenskou službu. Od ledna do července 1984 pracoval na střední škole č. 30 v Černovicích.
Roku 1984 nastoupil na studium Moskevského duchovního semináře a po skončení studia roku 1988 pokračoval na Moskevskou duchovní akademii, kterou dokončil roku 1992.
Roku 1987 byl přijat jako poslušnik do Trojicko-sergijevské lávry a 29. února 1988 byl postřižen na monacha s mnišským jménem Gedeon. Stejného roku byl rukopoložen na hierodiakona.
V letech 1989–1993 byl učitelem Zákona Božího v Konstantinovském dětském domě. V tomto období byl rukopoložen na jeromonacha. Roku 1991 byl ustanoven představeným Pjatnického podvorje lávry, kterým byl až do roku 2012. V letech 1993–2012 byl také ředitelem dětské pěvecké duchovní a nedělní školy.
V letech 1999–2006 působil jako ředitel pravoslavného gymnázia svatého Sergija Radoněžského.
Roku 2007 byl asistentem představeného a blagočinného mnišských skit (malý monastýr), podvorjí, monastýrů a chrámů lávry.
Dne 4. října 2012 jej Svatý synod zvolil biskupem georgijevským a praskovejským. Dne 9. října 2012 byl v Donském monastýru metropolitou stavropolským a něvinnomysským Kirillem (Pokrovským) povýšen na archimandritu.
Dne 17. listopadu 2012 byl v Patriarchální rezidenci v Moskvě oficiálně jmenován biskupem a 13. prosince proběhla v katedrálním chrámu Kazaňské ikony Matky Boží ve Stavropolu jeho biskupská chirotonie. Světiteli byli patriarcha moskevský Kirill, metropolita saranský a mordovský Varsonofij (Sudakov), metropolita volgogradský a kamyšinský German (Timofejev), metropolita jekatěrinodarský a kubanský Isidor (Kiričenko), metropolita rostovský a novočerkasský Merkurij (Ivanov), metropolita čeljabinský a zlatoustský Feofan (Ašurkov), metropolita stavropolský a něvinnomysský Kirill (Pokrovskij), arcibiskup astrachaňský a jenotajevský Iona (Karpuchin), arcibiskup vladikavkazský a machačkalský Zosima (Ostapenko), arcibiskup bakuský a ázerbájdžánský Alexander (Iščein), biskup majkopský a adygejský Tichon (Lobkovskij), biskup pjatigorský a čerkeský Feofilakt (Kurjanov), biskup solněčnogorský Sergij (Čašin), biskup elistský a kalmycký Zynovij (Korzynkin), biskup jejský German (Kamalov), biskup šachtinský a millerovský Ignatij (Děputatov), biskup volgodonský a salský Kornilij (Sinjajev) a biskup urjupinský a novoanninský Jelisej (Fomkin).
Dne 24. října 2024 byl ustanoven biskupem vyksunským a pavlovským.